# Manabo
Manabo (Bayan ng Manabo, Abra) är en kommun i Filippinerna. Kommunen ligger på ön Luzon, och tillhör provinsen Abra. Folkmängden uppgår till 10 538 invånare.
Manabo är indelat i 11 barangayer.